# EurLIFE
EurLife – interaktywna baza danych dotycząca warunków i jakości życia w Europie, oferująca dane pozyskane z badań Europejskiej Fundacji na rzecz Poprawy Warunków Życia i Pracy oraz innych publikacji. Baza obejmuje 27 krajów członkowskich Unii Europejskiej oraz Turcję.